# المجلس الأعلى لأرامكو
المجلس الأعلى لشركة الزيت العربية السعودية (أرامكو السعودية) هو مجلس فوق مجلس الإدارة، وهو الذي يضع السياسات العامة للشركة.

## نشأة المجلس
يعد المجلس الأعلى لأرامكو السعودية امتدادًا لدور المجلس الأعلى لشؤون البترول والمعادن الذي أنشأه الملك فهد بن عبد العزيز آل سعود عام 2000 م، وفي عهد الملك سلمان بن عبد العزيز آل سعود تم إصدار قرار بإلغاء المجلس الأعلى لشؤون البترول والمعادن وإنشاء المجلس الأعلى لأرامكو ليتولى الاشراف على الشركة عام 2015م.

## تشكيل المجلس
المجلس الأعلى لأرامكو يتألف من عشرة أعضاء، من بينهم خمسة من أعضاء مجلس الإدارة، ويرأسه ولي العهد الأمير محمد بن سلمان بن عبد العزيز. وفي حالة إعفاء أو قبول استقالة أحد الأعضاء يعين من يحل محله بأمر ملكي. وتكون مدة المجلس أربع سنوات قابلة للتجديد بأمر ملكي، ويجتمع المجلس بناء على دعوة من الرئيس، ولا يكون اجتماع المجلس نظاميًّا إلا بحضور أغلبية أعضائه بمن فيهم رئيس المجلس أو أحد نائبيه، ويتخذ المجلس قراراته بأغلبية أصوات الحاضرين، وعند تساوي الأصوات يرجح الجانب الذي فيه الرئيس.

### أعضاء المجلس الأعلى[7]:
- صاحب السمو الملكي الأمير محمد بن سلمان بن عبد العزيز أل سعود (رئيساً للمجلس الأعلى)
- المهندس علي النعيمي
- الدكتور إبراهيم العساف
- المهندس عبد الله الحصين
- المهندس عادل فقية
- الدكتور عصام بن سعد بن سعيد
- الدكتور محمد السويلم
- الدكتور ماجد القصيبي
- الدكتور فهد المبارك
- خالد الفالح
- الدكتور ماجد المنيف

### نواب المجلس الأعلى
لقد تم تعيين ستة نواب وهم:
- إبراهيم محمد السعدان (نائبًا للرئيس للتنقيب)،
- عبد العزيز عبد الله العبد الكريم (نائبًا للرئيس لتقنية المعلومات)،
- محمد محسن السقاف (نائبًا للرئيس لخدمات التشغيل والأعمال)،
- ناصر عبدالرزاق النفيسي (نائبًا للرئيس لشؤون أرامكو السعودية)،
- نبيل عبدالعزيز المنصور (نائبًا للرئيس لدائرة التموين)،
- نبيل عبدالله الجامع (نائبًا للرئيس لخطوط الأنابيب والتوزيع والفرض).

### مدراء المجلس الأعلى
لقد شملت التعيينات ثلاثة مديرين عموم هم:
- صلاح محمد الحريقي (أمين الخزينة المساعد)،
- فؤاد عبدالحميد الحازمي (مراقب الحسابات المساعد)،
- جون ستوارت لِلي (مستشار قانوني عام مشارك).

## اختصاصات المجلس الأعلى
يختص المجلس بالبت في كافة شؤون البترول والغاز والمواد الهيدروكربونية الأخرى، ويشمل هذا الاختصاص على سبيل المثال ما يلي:
أولاً: تحديد وإقرار سياسات واستراتيجيات البترول والغاز والمواد الهيدروكربونية الأخرى في ضوء الظروف والمصالح الوطنية، ويدخل في ذلك تحديد كميات الإنتاج وإقرار خطط تسعير مصادر الوقود واللقيم المختلفة في المملكة.
ثانياً: وضع السياسة العامة لشركة أرامكو السعودية ويكون له على وجه الخصوص:
أ - إقرار خطة عمل الشركة الخمسية، بما في ذلك برنامجها لإنتاج الزيت الخام، وبرنامجها للتنقيب عن احتياطات جديدة من المواد الهيدروكربونية وتطويرها.
ب - إقرار برنامج الشركة الخمسي للاستثمارات الرأسمالية المستقبلية.
ج - تعيين رئيس للشركة بناءً على ترشيح مجلس الإدارة.
د - تعيين مراقب الحسابات وتحديد مكافأته.
هـ - مناقشة تقرير مراقب الحسابات والمصادقة على الميزانية العمومية وحساب الأرباح والخسائر للشركة.
و- اعتماد التقرير السنوي لمجلس الإدارة وإبراء ذمة أعضاء مجلس الإدارة عن إدارتهم للسنة موضوع التقرير.
ز - تقرير زيادة رأس مال الشركة أو خفضه أو مشاركة الغير فيه.
ح - تحديد مكافآت رئيس وأعضاء مجلس الإدارة.
ط - تخصيص أي زيادة في صافي قيمة حقوق وأصول الشركة على رأس مال الشركة إما لزيادة رأس المال أو للقيد لحساب الاحتياطي.
ي - البت في جميع المسائل الأخرى التي يعرضها مجلس الإدارة.
ثالثاً: مع مراعاة قصر أعمال الاستكشاف والتنقيب وإنتاج البترول والغاز وكافة المواد الهيدروكربونية الأخرى على أرامكو السعودية، ومع مراعاة نظامها الأساسي يختص المجلس بالبت في جميع أمور الاستثمارات في كافة المراحل اللاحقة للإنتاج، ويشمل ذلك الموافقة على الاتفاقات والعقود اللازمة مع الشركات المتخصصة.
رابعاً: مع مراعاة مدة اتفاقيتي الامتياز في المنطقة المقسومة والمنطقة المغمورة المحاذية لها يختص المجلس بالبت في جميع أمور الاستثمارات في البترول والغاز وكافة المواد الهيدروكربونية الأخرى في المنطقتين المشار إليهما ويشمل ذلك الاستكشاف والتنقيب والإنتاج والموافقة على اتفاقات التطوير والتشغيل وعقود الاستثمارات الأخرى مع الشركات المتخصصة.
خامساً: دراسة مشاريع الاتفاقيات الدولية في مجالات البترول والغاز والمعادن.
سادساً: يتولى المجلس متابعة تنفيذ السياسات والاستراتيجيات المشار إليها أعلاه، وله أن يطلب من الجهات المختصة أي معلومات، أو تقارير تعينه على قيامه بأعماله.
سابعاً: تحال إلى المجلس جميع الأمور التي تدخل في اختصاصه.
ثامناً: مع عدم الإخلال بأحكام نظام التعدين يختص المجلس بدراسة وإقرار السياسات العامة للتعدين، ودراسة الاتفاقيات والعقود الخاصة بها.

## أجهزة ولجان المجلس
للمجلس أمانة عامة، ويكون مقرها في ديوان رئاسة مجلس الوزراء. ويضم المجلس الأعلى العديد من اللجان منها
1- لجنة تحضيرية يختارها المجلس من أعضائه أو من غيرهم،
2- لجان أخرى يتم تكوينها من رئيس المجلس، وتكون من بين أعضاء المجلس أو من غيرهم لدراسة ما يراه من أمور.

## قرارات المجلس

### قرارات الاجتماع الأول لعام 2015م
عقد الاجتماع الأول للمجلس الأعلى لشركة الزيت العربية السعودية (أرامكو السعودية) يوم 17 سبتمبر 2015م، في مدينة جدة، برئاسة صاحب السمو الملكي الأمير محمد بن سلمان بن عبد العزيز.
وقد تخلل الاجتماع تقديم عرض عن إستراتيجية أرامكو السعودية ودورها في دعم التنمية المستدامة في المملكة، حيث شمل استعراضاً لبرنامج التحول الاستراتيجي للشركة لتكون الشركة طاقة متكاملة للطاقة والكيميائيات ولدعم دورها في التنمية المستدامة للمملكة، واتخذ المجلس خلال الاجتماع عددا من القرارات، من بينها:
ـ تعيين المهندس أمين بن حسن الناصر، رئيساً تنفيذياً لشركة الزيت العربية السعودية (أرامكو السعودية).
ـ إقرار خطة عمل الشركة الخمسية للفترة من (2015م - 2019م) بما في ذلك البرنامج الرأس مالي الخمسي المرتبط بها.
ـ تعيين مدققين مستقلين للشركة والشركات التابعة لها لعام 2015م، وتحديد مكافآتهم.
ـ المصادقة على الميزانية العمومية وحساب الأرباح والخسائر للشركة (القوائم المالية الموحدة) لعام 2014م، وإبراء ذمة الأعضاء عن إدارتهم لتلك السنة.